# Opchanacanough
Opechancanough ou Opchanacanough fut le chef de la confédération powhatan dans ce qui constitue maintenant l'État de Virginie aux États-Unis. Il devint chef après la mort de son frère aîné Wahunsunacock.

## Biographie
À partir du massacre indien de 1622, Opchanacanough abandonne la diplomatie avec les colons anglais du Colony and Dominion of Virginia et tente de les forcer à quitter la région à cette époque ainsi qu'en 1644.
Les forces du gouverneur de Virginie William Berkeley capturent Opchanacanough en 1646, et il meurt tué par un soldat affecté à sa garde.